# 池田渉
池田 渉（いけだ わたる、1975年11月17日 - ）は、日本のプロラグビー選手。トップリーグの三洋電機ワイルドナイツを経てリコーブラックラムズに所属した。

## プロフィール
- 宮城県東松島市出身。
- ポジションはスクラムハーフ(SH)。
- 身長 172cm、体重 76kg
- 日本代表キャップは14。（2015年7月現在）

## 来歴
小中学校時代は卓越した運動能力と猿のような素早さで「中国猿技団」の異名を得た。
中学では野球部(補欠)だったが、親戚の影響を受け宮城水産高校でラグビーを始める。流通経済大学を経て、NTT東北に入社。しかし1シーズンで退社。
その後、流大OBチーム「ドラゴンズ」でコーチ兼任としてプレーし、2000年に三洋電機とプロ契約。
2004年に初キャップを獲得し、2005年から2006年までジャパンのキャプテンを務める。
セブンス代表も経験しており、2002年のオーストラリアセブンスではMVPを獲得。
2008年リコーに移籍。2013年、トップリーグ通算100試合出場を達成した。
2015年リコーを退団した。